# Black Rose (banda)
Black Rose fue una banda danesa de hard rock/heavy metal formada en 1979 por el músico danés Kim Bendix Petersen (King Diamond). La banda se disolvió en 1981 cuando King Diamond se unió a Brats, una banda danesa de punk, antes de conformar su primer grupo de éxito, Mercyful Fate.

## Miembros
- King Diamond (Kim Bendix Petersen) - vocales
- Jørn Bittcher - guitarra
- Jez Weber - bajo, backing vocals
- Kurt Jürgens - percusiones, backing vocals
- Ib Enemark - teclados

## Discografía
- 2001: 20 Years Ago: A Night of Rehearsal - Este álbum fue grabado con Black Rose pero se editó y salió a la venta 20 años después, y se cuenta en la discografía oficial de la banda King Diamond.